# Ra’s Bir Lighthouse
Ra’s Bir Lighthouse ist ein aktiver Leuchtturm an der Küste von Dschibuti. Es markiert das Südende der Straße von Bab-el-Mandeb, welche das Rote Meer mit dem Golf von Aden verbindet. Der heutige Leuchtturm ist der zweite Bau auf der Landzunge Ra’s Bir, einem abgelegenen Kap an der Nordküste des Golf von Tadjoura.

## Geschichte
Der erste Leuchtturm auf Ra’s Bir, wurde 1889 fertig gestellt und bestand aus einem zweistöckigen Turm mit quadratischer Grundfläche. Er wird heute als Radar-Station betrieben.
Ein neuer Turm wurde 1952 in direkter Nachbarschaft errichtet. Der neue Turm ist ein 50 meter hoher gerippter Turm. Er ist weiß gestrichen und trägt oben an der Galerie ein rotes Band und eine weiße Laterne. Der Turm steht in einem eigenen ummauerten Bezirk zusammen mit der Unterbringung für den Leuchtturmwärter und anderen Wirtschaftsgebäuden. Mit einer Feuerhöhe von 74 m über dem Meeresspiegel kann das Licht bis zu 20 Seemeilen weit gesehen werden (37,04 km). Die Kennung (light characteristic) besteht aus einem Muster von zwei Blitzen mit weißem Licht alle zehn Sekunden.
Segelhandbücher für das Rote Meer und den Persischen Golf weisen darauf hin, dass der Leuchtturm und die umgebende Küstenlinie am Radar aus einer Entfernung von mehr als 20 mi erkennbar sind. Die hydrographischen Aufnahmen der  Küstenlinie sind jedoch unvollendet und ein Riff erstreckt sich bis zu einer Meile vor der Küste.
Der Leuchtturm wird von der Hafenbehörde (Port authority) des Port de Djibouti in Dschibuti betrieben. Er ist registriert unter der internationalen Admiralty Number D7272 und hat die Kennung der National Geospatial-Intelligence Agency (NGA) 113-30952.